# Campanula nisyria
Campanula nisyria là loài thực vật có hoa trong họ Hoa chuông. Loài này được Papatsou & Phitos mô tả khoa học đầu tiên năm 1975.